# Željeznička pruga Podlugovi – Vareš
Željeznička pruga Podlugovi – Vareš bila je željeznička pruga uskog kolosijeka na jugu tadašnje Austro-Ugarske, a danas Bosne i Hercegovine. Bila je odvojak Bosanske pruge  (Bosnabahn) Bosanski Brod – Doboj – Zavidovići – Zenica – Lašva – Podlugovi – Vogošća – Sarajevo, postavljene u razdoblju od 1879. do 1898. godine. Vodila je do rudarskog središta, gradića Vareša, u kojem je industrijska željezara otvorena 1891. godine. U promet je pruga puštena 7. studenoga 1895. godine. Bila je dužine 24,557 km. Prugom su vozile parne lokomotive na pogon ugljenom. Poslije Drugoga svjetskog rata prelazilo se postupno na normalni kolosijek i ukidalo uskotračne pruge. Na ovoj se pruzi prometovalo do 28. ožujka 1953. godine, kad je ova pruga ukinuta. Njenu je ulogu preuzela željeznička pruga normalnog kolosjeka Podlugovi – Droškovac.